# Carmela García-Moreno
Carmela García-Moreno Teixeira (1946) es una política y socióloga española.
Licenciada en Ciencias Políticas y Sociología, fue miembro del Partido Popular, la formación política fundada en 1976 por Pío Cabanillas y José María de Areilza, y que se integró en Unión de Centro Democrático (UCD). Fue miembro del Comité ejecutivo de UCD y resultó elegida diputada al Congreso en las elecciones generales de 1979 por la circunscripción de Madrid. Durante el gobierno de Adolfo Suárez, fue nombrada directora general de Juventud y de Promoción Sociocultural, con Íñigo Cavero como ministro, cargo del que cesó en noviembre de 1981 tras abandonar el grupo centrista y pasar al grupo mixto. Durante el periodo de crisis de UCD entre 1981 y 1982, se incorporó al Partido de Acción Democrática (PAD) liderado por Francisco Fernández Ordóñez. Cuando esta formación política se integró en el Partido Socialista Obrero Español (PSOE), apoyó la integración aunque remarcó que se consideraba socialdemócrata y no socialista. Renovó escaño en las filas del PSOE en las elecciones generales de 1982 por Murcia, y en la siguiente legislatura fue elegida senadora. Fue vicedecana del Colegio Nacional de Doctores y Licenciados en Ciencias Políticas y Sociología.